# Chimarra papuana
Chimarra papuana är en nattsländeart som beskrevs av Douglas E. Kimmins 1962. Chimarra papuana ingår i släktet Chimarra och familjen stengömmenattsländor. Inga underarter finns listade i Catalogue of Life.